# Roadkill
Roadkill (originaltitel: Joy Ride) är en amerikansk skräckfilm från 2001 i regi av John Dahl. I huvudrollerna ses Paul Walker, Leelee Sobieski och Steve Zahn.

## Rollista (urval)
- Steve Zahn - Fuller Thomas
- Paul Walker - Lewis Thomas
- Leelee Sobieski - Venna
- Jessica Bowman - Charlotte
- Jay Hernandez - marinsoldat